# Svansele
Svansele is een plaats in de gemeente Norsjö in het landschap Västerbotten en de provincie Västerbottens län in Zweden. De plaats heeft 89 inwoners (2005) en een oppervlakte van 44 hectare. De plaats ligt aan een verbreed deel van de rivier de Skellefteälven het Svanselet.